# 단종진

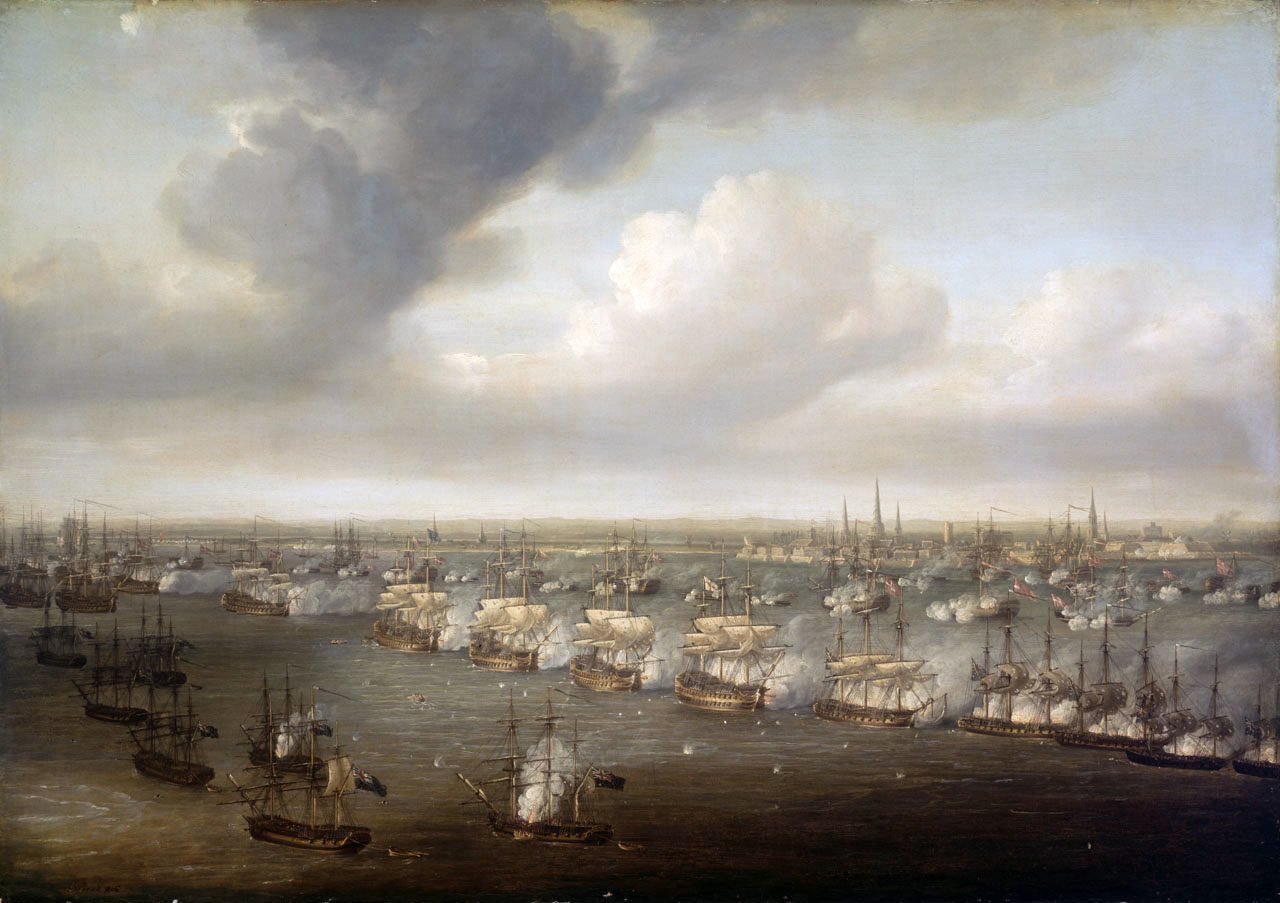
코펜하겐 전투 (1801년)에서 단종진 포격전을 벌이는 영국과 덴마크 배들.

단종진(單從陣, line of battle)은 함대 각 함이 종으로 늘어선 진형이다. 포격전에는 유리하지만 충각전에는 불리하다. 모든 군함이 한 줄로 늘어서면 함상포격전이 벌어졌을 때 아군 오폭 걱정 없이 모든 현측 대포를 포격에 동원할 수 있기 때문에 함대함 포격전 최상의 진형이지만, 함대결전이 퇴조한 오늘날에는 거의 보기 힘들어졌다.
범선 시대의 유럽 해군은 최상급 사령관이 단종진 첫 번째 함(기함)에, 그 버금가는 사람이 제2함에, 세 번째 사람이 최후미에 탑승하게 되어 있다. 해군 최고위 장성을 순서대로 Admiral(제독), vice admiral(버금-부 제독), rear admiral(후방 제독)이라고 칭하는 것은 여기에서 유래했다.
단종진이 언제 최초로 사용되었는지는 다소 논란이 있으나 1502년에서 1652년 사이인 것으로 생각되며, 1675년 이후 널리 퍼졌다. 단종진에 동원된 강력한 군함을 전열함(ship of line) 또는 단종진함(line of battle ship) 이라고 했으며, 이 중 후자가 "전투함"을 의미하는 배틀쉽(battleship)의 어원이 된다.

## 같이 보기
- 정자전법